# 공갑
공갑(孔甲)은 하나라의 14대 군주로 불강의 아들이다.

## 개요
공갑은 소위 폭군으로 성격이 음란하고 귀신을 흉내내는 것을 좋아했다. 이 때문에 제후들은 하나라로부터 떨어져 갔다.
재위중에 자웅 한쌍의 용이 하늘에서 내려 왔지만 환룡씨(용의 사육에 종사하는 씨족)가 없었던 때문에 기를 수가 없었다. 용이 하늘에서 내려 오는 것은 길조이며 거기에 대응할 수 없다는 것은 하 왕조의 덕이 쇠약해지고 있음을 의미한다. 이 때 유루라는 사람이 용을 기르려고 했지만 암컷 용은 죽어 버렸다. 유루는 죽은 용의 고기를 공갑에게 헌상했다. 용의 고기는 맛있었기 때문에 공갑은 더 많은 용의 고기를 요구했지만 조달할 수가 없어 유루는 도망쳤다.
사기(주본기)에 의하면 하 왕조의 때 용이 2마리 내려 왔고 점괘에 용이 토하는 거품을 받으면 길하다고 나왔으므로 용으로부터 거품을 받았다. 이 용의 거품은 상나라·주나라로 계승되어 주대에 이 거품으로부터 포사가 태어났다고 한다.